# Куналейская культура
Куналейская культура — археологическая культура раннего этапа верхнего палеолита (30 — 20 тыс. лет назад) в Забайкалье. Основной чертой каменной индустрии куналейской культуры является широкое использование крупных и средних отщепов. Получила название по стоянке Куналей в Республики Бурятии, при изучении которой впервые была выделена в самостоятельную культуру. Противопоставляется толбагинской культуре, где орудия изготавливались из пластин, совместно с которой в Забайкалье существовала одновременно.
Известные археологические памятники куналейской культуры Каменка Б, Мухор-Тала-4, Елань, Хотык (4-6 уровни), Усть-Менза-14, Приисковое.

## Культура
Куналейская культура впервые была выделена М. В. Константиновым в самостоятельную в Забайкалье при изучении третьего культурного горизонта стоянки Куналей и датировалась в промежутке от 30 до 20 тыс. лет назад. К куналейской культуре относятся стоянки Каменка Б, Мухор-Тала-4, Елань, Хотык (4-6 уровни), Усть-Менза-14, Приисковое.
Основной чертой каменной индустрии куналейской культуры является широкое использование крупных и средних отщепов, которые снимались с ортогональных нуклеусов. Этой культуре присуще многочисленные варианты скрёбел, концевых и клювовидных проколок. Некоторые из орудий имели дорсальную (со спины) и краевую ретушь. Среди орудий присутствуют редкие бифасиальные изделия. По происхождению куналейскую культуру связывают с забайкальским мустье представленным поселением Приисковое.
Развитие куналейской культуры происходило в два этапа. Первый этап, который противопоставляется толбагинской культуре, был выделен при изучении отложений каргинского мегаинтерстадиала и наследовался индустрией верхних отделов среднего палеолита. К первому этапу куналейской культуры относят: стоянки Приисковая, Куналей и Каменка Б. Второй этап культуры синхронизируется с «непластинчатыми» индустриями читканской группы и «пластинчатым» Санным Мысом (слои 6, 7).
Куналейская культура является антиподом толбагинской культуры, где орудия изготавливались из пластин. Кроме того между культурами различалась и морфология каменных орудий. Куналейская и толбагинская культуры в Забайкалье сосуществовали параллельно друг другу. По различному происхождению материалов культур стало известно, что предки современного человека пришли в эти места из разных территорий.

## Комментарии
1. 1 2  Пластина в археологии — скол камня у которого длина более чем в два раза превосходит ширину и который имеет параллельные края[13].
2. 1 2  Ретушь — приём вторичной обработки орудий при котором края заготовки изменяются нанесением серии мелких сколов ударами или отжимом[9].
3. ↑  Проколка — орудие, имеющие удлинённый, обработанный ретушью[комм. 2] прокалывающий кончик[8].